# Етнография
Етнографията (от гръцки: ἔθνος – „народ“ и γράφω – „пиша“), още и народознание, е хуманитарна наука, която изучава утвърдилите се в традиции елементи на културата на даден народ или група народи – техните обичаи, бит, изкуство, облекло, език, занаяти, семейни и родови взаимоотношения, вярвания.
Етнографията е тясно свързана с някои други хуманитарни науки. Доколкото предмет на етнографията е предаваната от миналото традиционна култура, тя се определя и като историческа наука. Изследването в дълбочина на културните традиции достига до проблемите на етногенезиса, предмет на етнологията, като в някои академични традиции тези две научни области не се разграничават една от друга.
Основният метод на етнографията е точното и подробно описание на различните елементи на културата – материална, духовна и обществена и на народното творчество. Той се допълва със сравнение на културата с тези на свързани народи – географски или езиково близки или исторически свързани, както и с тълкуване на етнографските явления.

## Вижте още
- Етнография на България